# Linie tramwajowe w Bydgoszczy
Od 8 stycznia 2022 w Bydgoszczy funkcjonuje 11 linii tramwajowych obsługiwanych przez jedno- i dwuwagonowe składy oraz przegubowe składy niskopodłogowe.

## Układ obowiązujący od 8 stycznia 2022[2]
| Linia | Przebieg | Przebieg | Długość (km) | Czas przejazdu (min) | Częstotliwość (min)           | Przystanki |
| --- | --- | --- | ------------ | -------------------- | ----------------------------- | --- |
| 0 | | Rycerska ↔ Las Gdański |              |                      |                               | |
| 0 | Linia turystyczna obsługiwana przez zabytkowe wagony Herbrand oraz Konstal 5N, kursująca w dni wolne w sezonie letnim. | |              |                      |                               | |
| 1 | | Las Gdański ↔ Wilczak Gdańska – Focha – Nakielska | 6,7          | 25-26                | powszednie: 20                | Las Gdański – Stadion Zawisza – Powstańców Warszawy – Artyleryjska – Chodkiewicza – Cieszkowskiego – Plac Wolności – Dworcowa – Plac Teatralny (tylko w kierunku: Las Gdański) – Opera – Garbary – Rondo Grunwaldzkie – Wrocławska – Stawowa – Wrzesińska – Słoneczna – Wilczak |
| 1 | Linia utworzona w roku 1949 po likwidacji oznaczeń literowych. Jej obecna trasa obowiązuje od 24 listopada 2012, kiedy to oddano do użytku nową pętle tramwajową przy Rycerskiej. Łączy ona tereny rekreacyjne w Myślęcinku, stadion Zawiszy i Osiedle Leśne z zachodnimi dzielnicami – Miedzyń i Jary. Jest obsługiwana przez dwuwagonowe składy i wagon niskopodłogowy. Od 1 października 2022 kursuje wyłącznie w dni powszednie w godzinach szczytu. | |              |                      |                               | |

Schemat sieci komunikacji tramwajowej w Bydgoszczy (bez zmian tymczasowych)

| 2 | | Las Gdański ↔ Kapuściska Wojska Polskiego – Kujawska – Bernardyńska – Jagiellońska – Gdańska – Chodkiewicza | 10,4         | 35–36                | powszednie: 20/30 wolne: 30   | Las Gdański – Stadion Zawisza – Powstańców Warszawy – Artyleryjska – Chodkiewicza – Cieszkowskiego – Plac Wolności – Dworcowa – Rondo Jagiellonów – Zbożowy Rynek – Rondo Kujawskie – Wzgórze Wolności – Ujejskiego – Kładka – Wyżyny – Szarych Szeregów – Kaczyńskiego – Baczyńskiego – Kapuściska |
| 2 | Linia utworzona w roku 1949 po likwidacji oznaczeń literowych. Jej obecna trasa obowiązuje od 12 grudnia 2019. Łączy ona Wyżyny na południu oraz Osiedle Leśne i Myślęcinek. Linia 2 obsługiwana jest przez dwuwagonowe składy oraz wagony niskopodłogowe. | |              |                      |                               | |
| 3 | | Wilczak ↔ Łoskoń Andersa – Akademicka – Lewińskiego – Dworzec Wschód – Fordońska – Jagiellońska – Focha – Nakielska | 18,3         | 45–46                | powszednie: 20/30 wolne: 30   | Wilczak – Słoneczna – Wrzesińska – Stawowa – Wrocławska – Rondo Grunwaldzkie – Garbary – Opera – Plac Teatralny (w kierunku: Łoskoń) – Rondo Jagiellonów – Dworzec Autobusowy – Łużycka – Rondo Fordońskie – Rondo Fordońskie – Bałtycka – Most Kazimierza Wlk. – Fabryczna – Wyścigowa – Dworzec Wschód – Rejewskiego – Romanowskiej – Przylesie – Kaliskiego – Igrzyskowa – Kleeberga – Bajka – Wolna – Niepodległości – Gieryna – Łoskoń                                           |
| 3 | Linia utworzona w roku 1949 po likwidacji oznaczeń literowych. Jej obecna trasa obowiązuje od 16 stycznia 2016. Łączy ona zachodnie rejony z centrum, dworcem autobusowym, Skrzetuskiem, Bartodziejami, węzłem wschodnim i Fordonem. Linia 3 obsługiwana jest przez dwuwagonowe składy oraz wagony niskopodłogowe. Od 1 kwietnia 2007 roku linia ta jest elementem systemu przesiadkowego A+T, który ułatwia mieszkańcom dojazd do centrum z Fordonu i Osowej Góry. | |              |                      |                               | |
| 4 | | Bielawy ↔ GlinkiChodkiewicza – Gdańska – Jagiellońska – Most Pomorski – Toruńska – Perłowa – Szarych Szeregów – Szpitalna | 10,00        | 36                   | powszednie: 20/30 wolne: 30   | Bielawy – Lelewela – Uniwersytet Kazimierza Wielkiego – Paderewskiego – Chodkiewicza – Cieszkowskiego – Plac Wolności – Plac Praw Kobiet– Rondo Jagiellonów – Dworzec Autobusowy – Łużycka – Rondo Fordońskie – Rondo Toruńskie – Perłowa – Szarych Szeregów – Łomżyńska – Solna – Glinki |
| 4 | Linia utworzona w roku 1949 po likwidacji oznaczeń literowych. W latach 1989–1990 linia 4 kursowała na trasie z Leśnego Parku Kultury i Wypoczynku (obecnie Las Gdański) do Dworca PKP, jednakże w styczniu 1990 została zlikwidowana w związku z zamknięciem ulicy Dworcowej dla ruchu tramwajowego. Obecna trasa funkcjonuje od 8 stycznia 2022 wskutek remontu torowiska na ul. Perłowej. Poprzednia trasa obowiązywała od 1 lutego 1996 w związku z przemianowaniem (z powodu instalacji w wagonach jednocyfrowych kasetonowych wyświetlaczy numerów linii) dotychczasowej linii 10, kursującej na trasie Bielawy – Glinki od końca lat 80. Łączy ona Bielawy i Uniwersytet Kazimierza Wielkiego z centrum, dworcem autobusowym, Rondem Toruńskim oraz Wyżynami i Glinkami. Linia 4 jest obsługiwana przez składy dwuwagonowe i wagon niskopodłogowy. | |              |                      |                               | |
| 5 | | Łoskoń ↔ Rycerska Andersa – Akademicka – Lewińskiego – wiadukt nad torami kolejowymi – Fordońska – Dworzec Autobusowy – Jagiellońska – Focha – Królowej Jadwigi – Dworcowa – Zygmunta Augusta                                | 18,2         | 41-43                | powszednie: 5/10/20 wolne: 30 | Łoskoń – Gieryna – Niepodległości – Wolna – Bajka – Kleeberga – Igrzyskowa – Kaliskiego – Przylesie – Romanowskiej – Rejewskiego – Dworzec Wschód – Wyścigowa – Fabryczna – Most Kazimierza Wlk. – Bałtycka – R. Fordońskie – R. Fordońskie – Łużycka – Dw. Autobusowy – R. Jagiellonów – Plac Teatralny (w kierunku: Łoskoń) – Opera – Garbary – Garbary – Matejki – Dworzec Główny – Rycerska                                                                                       |
| 5 | Linia utworzona 24 listopada 2012 roku po oddaniu do użytku nowej pętli przy ulicy Rycerskiej. Łączyła Glinki i Wyżyny z centrum i dworcem kolejowym. Po raz pierwszy w historii linię uruchomiono w roku 1953 po wybudowaniu linii Brda. Początkowo łączyła Okole z centrum, a następnie ze Stomilem. Po likwidacji torowiska na ulicy Grunwaldzkiej skierowana została na Wilczak. W ostatnim okresie funkcjonowania była linią szczytową kursującą na okólnej trasie z pętli Stomil przez Toruńską, Babią Wieś i Jagiellońską. Linię w tym kształcie zlikwidowano w 1991. Jej obecna trasa obowiązuje od 16 stycznia 2016 i łączy Dworzec Główny z centrum, dworcem autobusowym, Bartodziejami i Fordonem. Linia 5 obsługiwana jest przez dwuwagonowe składy i wagony niskopodłogowe.                                                                  | |              |                      |                               | |
| 6 | | Trasa Zmieniona Bielawy ↔ Łęgnowo Chodkiewicza – Gdańska – Jagiellońska Most Pomorski – Toruńska – Spadzista – Hutnicza | 12,45        | 37                   | powszednie: 20/30wolne: 30    | Bielawy – Lelewela – Uniwersytet Kazimierza Wielkiego – Paderewskiego – Chodkiewicza – Cieszkowskiego – Plac Wolności – Plac Praw Kobiet – Rondo Jagiellonów – Dworzec Autobusowy – Jagiellońska – Rondo Fordońskie .– Rondo Toruńskie – Perłowa – Filmowa – Kazimierza Wielkiego – Zajezdnia Tramwajowa – Tor awaryjny – Równa – Kielecka – Sporna – Stomil (brama) – Stomil – Nowotoruńska – Łęgnowo                                                                                |
| 6 | Linia utworzona w roku 1953 po wybudowaniu linii Brda. Jej obecna trasa obowiązuje od 10 czerwca 1987. Łączy ona Bielawy i Uniwersytet Kazimierza Wielkiego z centrum, halą Łuczniczka, Czerskiem Polskim, Zimnymi Wodami i Łęgnowem. Linia 6 jest obsługiwana przez dwuwagonowe składy. Od 2025 roku, w związku remontem trasy tramwajowej na Łęgnowo, linia nr 6 została skierowana do pętli Wyścigowa zmienioną trasą przez Most Kazimierza Wielkiego i ulicę Fordońską. | |              |                      |                               | |
| 7 | | Łoskoń ↔ Kapuściska Andersa – Akademicka – Lewińskiego – Dworzec Wschód – Fordońska – Most Kazimierza Wlk. – Toruńska – Perłowa – Szarych Szeregów – Wojska Polskiego                                                        | 14,00        | 37-38                | powszednie: 20                | Łoskoń – Gieryna – Niepodległości – Wolna – Bajka – Kleeberga – Igrzyskowa – Kaliskiego – Przylesie – Romanowskiej – Rejewskiego – Dworzec Wschód – Wyścigowa – Fabryczna – Most Kazimierza Wlk. – Kazimierza Wlk. – Filmowa – Perłowa – Szarych Szeregów – Prezydenta Lecha Kaczyńskiego – Baczyńskiego – Kapuściska |
| 7 | Linia utworzona w roku 1953 po wybudowaniu linii Brda. Obecna trasa funkcjonuje od 09.12.2023 ,kursuje w dni Powszednie od 4:20 – 9:00 , 13:30 – 17:00 | |              |                      |                               | |
| 8 | | Rycerska ↔ Kapuściska Dworzec Główny – Focha – Jagiellońska – Most Pomorski – Toruńska – Perłowa – Szarych Szeregów – Wojska Polskiego                                                                                       | 8            | 28                   | powszednie: 20/30wolne: 30    | Rycerska – Dworzec Główny – Matejki – Garbary – Garbary – Opera – Pl. Teatralny (w kierunku: Kapuściska) – R. Jagiellonów – Dw. Autobusowy – Łużycka – R. Fordońskie – Rondo Toruńskie- Perłowa – Szarych Szeregów – P. Lecha Kaczyńskiego – Baczyńskiego – Kapuściska |
| 8 | Obecna trasa funkcjonuje od 9.12.2023 wskutek zamknięcia Mostu Pomorskiego dla tramwajów | |              |                      |                               | |
| 9 | | Glinki ↔ Rycerska Zygmunta Augusta – Dworcowa – Królowej Jadwigi – Focha – Jagiellońska – Bernardyńska – Kujawska – Wojska Polskiego – Szpitalna                                                                             | 7,8          | 29                   | powszednie: 20/30wolne: 30    | Rycerska – Dworzec Główny – Matejki – Garbary – Garbary – Opera – Pl. Teatralny (w kierunku: Glinki ) – R. Jagiellonów – Zbożowy Rynek – R. Kujawskie – Wzgórze Wolności – Ujejskiego – Kładka – Wyżyny – Szarych Szeregów – Łomżyńska – Solna – Glinki |
| 9 | | |              |                      |                               | |
| 10 | | Las Gdański ↔ Niepodległości Gdańska – Jagiellońska – Dworzec Autobusowy – Fordońska – wiadukt nad torami kolejowymi – Lewińskiego – Akademicka – Andersa                                                                    | 17,0         | 42–44                | powszednie: 20/30wolne: 30    | Las Gdański – Stadion Zawisza – Powstańców Warszawy – Artyleryjska – Chodkiewicza – Cieszkowskiego – Plac Wolności – Dworcowa – Rondo Jagiellonów – Dworzec Autobusowy – Łużycka – Rondo Fordońskie – Rondo Fordońskie – Bałtycka – Most Kazimierza Wlk. – Fabryczna – Wyścigowa – Dworzec Wschód – Rejewskiego – Romanowskiej – Przylesie – Kaliskiego – Igrzyskowa – Kleeberga – Bajka – Wolna – Niepodległości – Niepodległości                                                    |
| | | |              |                      |                               | |
| 11 | | Bielawy ↔ Niepodległości Chodkiewicza – Gdańska – Jagiellońska – Bernardyńska – Kujawska – Wojska Polskiego – Szarych Szeregów – Perłowa – Toruńska – Most Kazimerza Wlk.- Fordońska – Dworzec Wschód – Akademicka – Andersa | 19           | 59                   | Powszedni: 20/30 Wolne:30     | Bielawy – Lelewela – Uniwersytet Kazimierza Wielkiego – Paderewskiego – Chodkiewicza – Cieszkowskiego – Plac Wolności – Plac Praw Kobiet – Rondo Jagiellonów – Zbożowy Rynek – R. Kujawskie – Wzgórze Wolności – Ujejskiego – Kładka – Wyżyny – Szarych Szeregów – Perłowa – Filmowa – Kazimerza Wlk. – Most Kazimierza Wlk. – Fabryczna – Wyścigowa – Dworzec Wschód – Rejewskiego – Romanowskiej – Przylesie – Kaliskiego – Igrzyskowa – Kleeberga – Bajka – Wolna – Niepodległości |
| Od 2020 roku, w związku z budową torowiska między Zbożowym Rynkiem, a Rondem Kujawskim, linia nr 11 kursowała w relacji Bielawy - Wyżyny, następnie została wydłużona przez górny taras, ulicą Toruńską, Mostem Kazimierza Wielkiego i dalej trasą w kierunku Fordonu i pętli Niepodległości. | | |              |                      |                               | |

## Historia

### Przed 1920 rokiem
| Lata | Wydarzenia |
| ---- | --- |
| 1888 | 1 lutego – zawarcie umowy między firmą Ingeniueur Havestadt und Contag z Berlina a bydgoskim magistratem oraz dyrekcją policji na budowę i eksploatację tramwaju konnego. 18 maja – na ulice Bydgoszczy wyrusza pierwszy tramwaj konny; jego trasa wiodła z dworca kolejowego do ulicy Poznańskiej (Wełniany Rynek). |
| 1898 | Wydłużenie linii tramwajowej koloru czerwonego (A) od ul. Poznańskiej przez ul. Świętej Trójcy, Grunwaldzką do dworca kolei wąskotorowej (zlikwidowanej w roku 1969). |
| 1900 | Uruchomiono trzecią linię tramwajową – białą (C) – biegnącą z Pl. Teatralnego przez Jagiellońską, Fordońską na Bartodzieje Wielkie (skrzyżowanie z Gajową). |
| 1901 | Przedłużono linię „C” ulicami Focha, Świętej Trójcy, Nakielską na Wilczak (róg Wrzesińskiej). |
| 1905 | Utworzenie bocznic tramwajowych: Focha – Warmińskiego – Elektrownia, oraz Jagiellońska – stacja przeładunków kolejowych. |

### II Rzeczpospolita
| Lata | Wydarzenia |
| ---- | --- |
| 1920 | Wykaz linii po przyłączeniu Bydgoszczy do Polski: A „Czerwona” – Dworzec Kolejowy – Okole (co 7 min.). B „Zielona” – Gdańska – Strzelnica (ul. Toruńska) (co 8 min.). C „Biała” – Wilczak – Bartodzieje Wielkie (co 12 min.). |
| 1936 | Przedłużono linię „B” prowadząc ją wzdłuż ul. Chodkiewicza od ul. Gdańskiej do ul. Lelewela oraz uruchomiono linię „D” kursującą z ul. Gdańskiej na ul. Długą.                                                                |
| 1937 | Przedłużono linię na ul. Chodkiewicza do ul. Głowackiego. |

### Lata 1945–1952
| Lata | Wydarzenia |
| ---- | --- |
| 1945 | 29 czerwca – przywrócono linię „A” po starej trasie. 19 lipca – linia „B” wraca na Toruńską, a linia „C” kursuje przez Stare Miasto. wrzesień – rusza linia „D” na trasie Gdańska – Długa. |
| 1946 | październik – linia „C” wraca na ul. Armii Czerwonej (obecnie Focha). |
| 1948 | Zmieniono numerację linii tramwajowych z literowych na cyfrowe. Budowa rozjazdu z ul. Dworcowej w stronę Placu Wolności i Bielaw. Linia 4 (dawna „D”) zaczyna kursy na trasie Dworzec PKP – Bielawy. Uruchomiono trzy linie nocne (z Dworca PKP na Bielawy, Okole i Bartodzieje Wielkie) zlikwidowane po miesiącu. |
| 1949 | Zbudowano odgałęzienie od ul. Chodkiewicza w kierunku Szpitala Wojewódzkiego po ulicach Lelewela i Jurasza i skierowano tam linię nr 4. Oddano do użytku trójkąt manewrowy na pętli Dworzec PKP. |
| 1950 | Przedłużono tory w ciągu ul. Nakielskiej od Wrzesińskiej do wiaduktu kolejowego. |

### Polska Rzeczpospolita Ludowa[4]
| Lata | Wydarzenia |
| ---- | --- |
| 1953 | 21 lipca – oddano do użytku zespół linii tramwajowych Brda z Babiej Wsi na Łęgnowo, Kapuściska i Glinki. W ramach inwestycji ułożono ponad 52 km szyn, 34 tysiące podkładów i ustawiono ponad 600 słupów trakcyjnych Utworzono pięć nowych linii – 5, 6, 7, 8, 9. |
| 1955 | Otwarcie wybudowanej w czynie społecznym linii z mijankami w ciągu ul. Gdańskiej od ul. Chodkiewicza do nowego osiedla – Leśnego. Linia ta przechodziła przez tory kolejowe na Artyleryjskiej, skąd na Leśne kursował wahadłowo jeden wóz. Reszta kończyła bieg przed przejazdem kolejowo-drogowym. |
| 1956 | Rozpoczęcie budowy nowej zajezdni tramwajowej przy ul. Toruńskiej. |
| 1957 | Otwarcie drugiego toru w ciągu ul. Focha. Wydłużono linię w ciągu ul. Fordońskiej, od ul. Gajowej do ul. Polanka. |
| 1959 | Oddanie do użytku nowej zajezdni tramwajowej przy ul. Toruńskiej. |
| 1960 | Wypadek na Kapuściskach, tramwaj linii 8 zjeżdżając ze skarpy wbił się w autobus przewozów pracowniczych Zakładów Produkcji Elementów Budowlanych z Solca Kujawskiego. Zginęły dwie osoby, kilkanaście zostało ciężko rannych. |
| 1963 | Oddano do eksploatacji nowy most z torowiskiem na ul. Bernardyńskiej. |
| 1966 | Budowa pętli, przejścia podziemnego i trzech peronów tramwajowych przy dworcu PKP (wcześniej był tu trójkąt manewrowy). |
| 1969 | 1 maja – Bydgoszcz Wschód otrzymuje połączenie z siecią tramwajową (budowa pętli przy Wyścigowej). Zamknięcie linii tramwajowej na Starym Mieście (zawieszono linię 1). |
| 1970 | Wraz z oddaniem mostu Pomorskiego z rondami Toruńskim i Fordońskim, przerzucono kolejną tramwajową przeprawę przez Brdę. Skierowanie linii 7 na trasę Glinki – Bałtycka. |
| 1973 | Uruchomienie torowiska na nowym węźle Grunwaldzkim w miejsce zasypanego fragmentu Starego Kanału Bydgoskiego. |
| 1974 | Modernizacja linii tramwajowej do Kapuścisk Budowa linii tramwajowej w ciągu ul. Wojska Polskiego od węzła Szarych Szeregów do ul. Magnuszewskiej, gdzie skierowano linię 2 kursującą z Bielaw. Przebudowa torów na ul. Chodkiewicza, budowa pętli przy ul. Wybickiego (Bielawy). Likwidacja torowiska na Lelewela i Jurasza. Dostawa kolejnych 10 wozów 803N. Otwarcie zmodernizowanego Ronda Jagiellonów (wówczas XXX-lecia PRL) wraz z przejściami podziemnymi.                                                                 |
| 1975 | Rozpoczęcie budowy trasy w ciągu ulicy Wojska Polskiego od pętli przy Magnuszewskiej do Ronda Kujawskiego oraz w ciągu ulicy Szubińskiej na osiedle Błonie (1978/79). Budowę zaczęto jako tor o prześwicie normalnym (istniały plany przekucia całej sieci miasta). Ostatecznie w 1984 roku oddano do użytku wyłącznie tory do Ronda Kujawskiego (gotowy tor przekuto na 1000 mm dzięki wcześniejszemu zastosowaniu podkładów drewnianych). Tory w ciągu ulicy Szubińskiej rozebrano (tu wcześniej zastosowano podkłady betonowe). |
| 1984 | Likwidacja torowiska na ul. Grunwaldzkiej na Okolu. Otwarcie linii na ul. Wojska Polskiego od Magnuszewskiej do Karpackiej (Rondo Kujawskie). |
| 1988 | Obchody 100-lecia sieci tramwajowej w Bydgoszczy. |
| 1989 | Przebudowano tor pojedynczy na podwójny w ciągu ul. Gdańskiej oraz oddano do użytku nową pętlę w Leśnym Parku Kultury i Wypoczynku, gdzie skierowano linię nr 4. |

### Lata 1990 – 2009
| Lata | Wydarzenia |
| ---- | --- |
| 1990 | 25 stycznia – z powodu zagrożenia wybuchem gazu zawieszono liniową komunikację tramwajową w ciągu ul. Dworcowej do Dworca PKP. |
| 1992 | 31 stycznia – likwidacja nocnej komunikacji tramwajowej (linia 6N). |
| 1996 | 1 lutego – uporządkowanie numeracji linii miejskich w związku z wprowadzeniem siedmiosegmentowych elektromechanicznych wyświetlaczy zewnętrznych. Linia tramwajowa nr 10 otrzymuje nr 4. 3 lipca – obchody stulecia istnienia tramwaju elektrycznego w mieście. |
| 1997 | 21 maja – ostatni przejazd tramwajów ulicą Dworcową (wycofanie wagonów z warsztatów przy ul. Zygmunta Augusta). |
| 2000 | 28 sierpnia – W Bydgoszczy przy ul. Jagiellońskiej doszło do tragicznego wypadku. Naczepa samochodu ciężarowego uderzyła w tramwaj. Wagon tramwajowy (273) został w połowie z rozprutym jednym bokiem. Na ulice wyleciała część siedzeń, 2 osoby zginęły a kilka zostało rannych. |
| 2001 | 19 stycznia – Na Rondzie Grunwaldzkim autobus 71 wjechał w tramwaj linii 3 (skład 330+331). 1 osoba zginęła a 20 zostało rannych. |
| 2002 | W wyniku zmniejszenia liczby pojazdów komunikacji miejskiej zostały wycofane z ruchu z przeznaczeniem do rezerwy 15 wagonów tramwajowych. Tramwaje ustawione zostały na bocznych torach w Zajezdni Tramwajowej. |
| 2005 | 20 sierpnia – oficjalne otwarcie do ruchu po trwającym 1,5 roku remoncie mostu Pomorskiego i ronda Fordońskiego. W efekcie tory tramwajowe na całym odcinku między rondem Toruńskim i rondem Fordońskim zostały umieszczone symetrycznie między jezdniami. wrzesień – remont torowiska w ciągu ulicy Fordońskiej między Gajową i Bałtycką. |
| 2007 | 1 kwietnia – w związku z wprowadzeniem systemu przesiadkowego A+T, którym objęta została linia 3 (z częstotliwością co 7 minut), z odstawienia do służby powróciły wagony 259 i 260. 23 czerwca – początek remontu torowiska koło dworca PKS, oraz na Gdańskiej koło stadionu Zawiszy. wrzesień – skończono remont torowiska koło dworca PKS. Zbudowano m.in. nowe perony przystankowe. Remont miał związek z budową centrum handlowo-rozrywkowego Focus Park. 22 września – drzwi otwarte w zajezdni na Toruńskiej. Po mieście kursuje zabytkowy wagon N, na trasie LPKiW – Zajezdnia. listopad – początek gruntownego remontu torowiska na ul. Szpitalnej, pierwszy od 30 lat. grudzień – testy tramwaju 122N produkcji PESY dla Łodzi na bydgoskich torach. |
| 2008 | styczeń – strajk pracowników MZK. 18 lutego – wypadek składu (340–341) holowanego przez wagon techniczny, na skrzyżowaniu Perłowej i Toruńskiej. Trasa do zajezdni i na górne osiedla została odcięta od sieci. 2 osoby zostały ranne. W wyniku zdarzenia kursowały tylko wozy będące na liniach w niedzielę wieczorem (w większości solówki). Zostały one rozdysponowane na linie 1 i 3. 2 i 6 – trasy skrócone, reszta zawieszona. Ruch przywrócono w poniedziałek ok. godziny 15. 4 marca – pierwszy w Bydgoszczy w pełni niskopodłogowy tramwaj (Pesa 122N) rozpoczyna pracę w ruchu liniowym. maj – oddane do użytku po remoncie zostaje torowisko na ul. Szpitalnej. 30 maja – obchody 120 rocznicy uruchomienia tramwaju konnego w Bydgoszczy. Do zajezdni dostarczony został drugi tramwaj niskopodłogowy Pesa 122N. wrzesień – Tramwaj nr 365 Pesa 122N reprezentuje Bydgoszcz i firmę Pesa Bydgoszcz S.A. na targach InnoTrans w Berlinie. |
| 2009 | 1 maja – otwarcie odbudowanego prawoskrętu tramwajowego z ul. Gdańskiej w Focha, zlikwidowanego po zamknięciu linii przez Stare Miasto. |

### Lata 2010–2020
| Lata | Wydarzenia |
| ---- | --- |
| 2010 | październik – rozpoczęcie budowy linii tramwajowej do Dworca PKP. |
| 2011 | grudzień – zlikwidowanie linii nr 9. |
| 2012 | styczeń – zlikwidowanie w godzinach wieczornych kursów linii nr 1 (od września do kwietnia). 22 listopada – uroczyste otwarcie linii tramwajowej do dworca PKP. 24 listopada – zmiany w komunikacji tramwajowej, nowa linia nr 5 (Rycerska – Glinki), zmiana trasy linii nr 1 (Wilczak – Las Gdański), zmiana trasy linii nr 3 (Rycerska – Wyścigowa). |
| 2013 | 2 marca – rozpoczęcie remontu torowiska w ciągu ul. Chodkiewicza (od ul. Gdańskiej do ul. Sułkowskiego). 3 czerwca – zakończenie remontu torowiska w ciągu ul. Gdańskiej na wysokości ul. Chodkiewicza i rozpoczęcie remontu torowiska w ciągu ul. Jagiellońskiej (od ul. Gdańskiej do Ronda Jagiellonów). 21 lipca – Uroczysta Parada Tramwajów z okazji 60 lat uruchomienia linii BRDA. 3 sierpnia – zakończenie remontu torowiska w ciągu ul. Jagiellońskiej (od ul. Gdańskiej do Ronda Jagiellonów) i rozpoczęcie remontu torowiska na ul. Bernardyńskiej (wymiana rozjazdów na Rondzie Jagiellonów), w rejonie pętli Babia Wieś oraz na ul. Wojska Polskiego w rejonie skrzyżowania ulicy Wojska Polskiego a Magnuszewskiej. 21 września – wstrzymanie ruchu tramwajów linii nr 6 na odcinku Stomil – Łęgnowo (prace torowo-sieciowe). 22 września – 125-lecie komunikacji miejskiej. 1 października – otwarcie torowiska na ul. Chodkiewicza po remoncie. 19 października – przywrócenie ruchu przez Babią Wieś oraz do Ronda Kujawskiego. 22 października – została podpisana umowa na budowę linii do Fordonu |
| 2014 | 7 sierpnia – podpisano umowę na zakup taboru tramwajowego dla miasta w ramach realizowanego projektu: „Budowa linii tramwajowej do dzielnicy Fordon 12 szt. 1 września – zamknięcie ul. Gdańskiej (na odcinku Chodkiewicza – Kamienna) |
| 2015 | 24 października – zamknięcie ul. Chodkiewicza (remont torowiska – II etap). 12 listopada – pierwsze testy nowego torowiska do Fordonu 1 grudnia – strajk na terenie miasta, nie wyruszyły tramwaje ani autobusy. Strajk trwał do godz. 14:00. |
| 2016 | 16 stycznia – uruchomienie linii tramwajowej do Fordonu oraz nowej zajezdni tramwajowej Łoskoń (wraz z pętlą tramwajową) 17 grudnia – uruchomienie linii tramwajowej na Bielawy ul. Chodkiewicza (po remoncie) |
| 2017 | 10 kwietnia – wypadek tramwaju z autokarem na ul. Jagiellońskiej a Ogińskiego (15 osób rannych) 6 maja – remont torowiska na Babiej Wsi 30 czerwca – zakończenie remontu na Babiej Wsi |
| 2018 | 7 kwietnia – rozpoczęcie realizacji inwestycji związanej z przebudową torowiska tramwajowego na ulicy Wojska Polskiego na odcinku od węzła Szarych Szeregów do pętli Kapuściska. 26 kwietnia – zderzenie dwóch tramwajów na ul.Fordońskiej. 29 listopada – podpisanie umowy z konsorcjum firm PBDI, Gotowoski i Tor-Krak na rozbudowę ulicy Kujawskiej wraz z budową torowiska tramwajowego. |
| 2019 | 12 grudnia – powrót tramwajów na górny taras (Kapuściska, Glinki i Wyżyny). |

### Po 2020 roku
| Lata | Wydarzenia                                                                              |
| ---- | --------------------------------------------------------------------------------------- |
| 2020 | 6 grudnia – oddanie do użytku nowej trasy tramwajowej na ulicy Kujawskiej.              |
| 2021 | 13 września – rozpoczęcie budowy trasy tramwajowej łączącej ulice Toruńską z Fordońską. |
| 2022 | 8 stycznia – rozpoczęcie remontu torowiska na ulicy Perłowej.                           |

### Statystyka
| Liczba dziennych linii tramwajowych w Bydgoszczy na przestrzeni lat | Liczba dziennych linii tramwajowych w Bydgoszczy na przestrzeni lat | Liczba dziennych linii tramwajowych w Bydgoszczy na przestrzeni lat | Liczba dziennych linii tramwajowych w Bydgoszczy na przestrzeni lat | Liczba dziennych linii tramwajowych w Bydgoszczy na przestrzeni lat | Liczba dziennych linii tramwajowych w Bydgoszczy na przestrzeni lat | Liczba dziennych linii tramwajowych w Bydgoszczy na przestrzeni lat | Liczba dziennych linii tramwajowych w Bydgoszczy na przestrzeni lat | Liczba dziennych linii tramwajowych w Bydgoszczy na przestrzeni lat | Liczba dziennych linii tramwajowych w Bydgoszczy na przestrzeni lat | Liczba dziennych linii tramwajowych w Bydgoszczy na przestrzeni lat | Liczba dziennych linii tramwajowych w Bydgoszczy na przestrzeni lat | Liczba dziennych linii tramwajowych w Bydgoszczy na przestrzeni lat | Liczba dziennych linii tramwajowych w Bydgoszczy na przestrzeni lat | Liczba dziennych linii tramwajowych w Bydgoszczy na przestrzeni lat | Liczba dziennych linii tramwajowych w Bydgoszczy na przestrzeni lat |      |
| Rodzaj transportu                                                   | 1888                                                                | 1892                                                                | 1900                                                                | 1920                                                                | 1936                                                                | 1945                                                                | 1947                                                                | 1953                                                                | 1974                                                                | 1991                                                                | 2012                                                                | 2014                                                                | 2016                                                                | 2020                                                                | 2022                                                                | 2023 |
| ------------------------------------------------------------------- | ------------------------------------------------------------------- | ------------------------------------------------------------------- | ------------------------------------------------------------------- | ------------------------------------------------------------------- | ------------------------------------------------------------------- | ------------------------------------------------------------------- | ------------------------------------------------------------------- | ------------------------------------------------------------------- | ------------------------------------------------------------------- | ------------------------------------------------------------------- | ------------------------------------------------------------------- | ------------------------------------------------------------------- | ------------------------------------------------------------------- | ------------------------------------------------------------------- | ------------------------------------------------------------------- | ---- |
| Tramwaj                                                             | 1                                                                   | 2                                                                   | 3                                                                   | 3                                                                   | 4                                                                   | 3                                                                   | 4                                                                   | 9                                                                   | 10                                                                  | 8                                                                   | 7                                                                   | 8                                                                   | 10                                                                  | 11                                                                  | 10                                                                  | 11   |

### Układ linii

#### 1921
- Czerwona (A) – Dworzec – Okole (co 7 min.)
- Zielona (B) – Gdańska – Strzelnica (Toruńska) (co 8 min.)
- Biała (C) – Wilczak – Bartodzieje Wielkie (co 12 min.)[21]

#### 1967
- 1 – Dworzec Bydgoszcz Główna – Dworcowa – Aleja 1 Maja – Pl. Zjednoczenia – Mostowa – Stary Rynek – Batorego – Długa – Wełniany Rynek – Poznańska – Gen. K. Świerczewskiego – J. Olszewskiego – Czerwonej Armii – Aleja 1 Maja – Dworcowa – Dworzec Bydgoszcz Główna
- 2 – Bielawy – Chodkiewicza – Aleja 1 Maja – Plac Zjednoczenia – Czerwonej Armii – J. Olszewskiego – Gen. Karola Świerczewskiego – Grunwaldzka – Okole
- 3 – Wilczak – Nakielska – Gen. K. Świerczewskiego – J. Olszewskiego – Czerwonej Armii – Pl. Zjednoczenia – Jagiellońska – Fordońska – Bartodzieje Wielkie
- 4 – Dworzec Bydgoszcz Główna – Dworcowa – Aleja 1 Maja – Chodkiewicza – Lelewela – Jurasza – Szpital Ogólny Nr 1
- 5 – „Kauczuk” – Toruńska – Babia Wieś – Zbożowy Rynek – Bernardyńska – Jagiellońska – Pl. Zjednoczenia – Czerwonej Armii – Olszewskiego – Świerczewskiego – Grunwaldzka – Okole
- 6 – Łęgnowo – Hutnicza – Spadzista – Toruńska – Babia Wieś – Zbożowy Rynek – Bernardyńska – Jagiellońska – Pl. Zjednoczenia – Al. 1 Maja – Osiedle Leśne
- 7 – Babia Wieś – Toruńska – Spokojna – Bełzy – Szpitalna – Szpital Ogólny Nr 2
- 8 – Dworzec Bydgoszcz Główna – Dworcowa – Al. 1 Maja – Jagiellońska – Bernardyńska – Zbożowy Rynek – Babia Wieś – Toruńska – Spokojna – Bełzy – Osiedle Kapuściska
- 10 – Babia Wieś – Toruńska – Zbożowy Rynek – Bernardyńska – Jagiellońska – Pl. Zjednoczenia – Al. 1 Maja – Osiedle Leśne[22][23]

#### 1975
- 1 – Dworzec Bydgoszcz Główna – Dworcowa – Al. 1 Maja – Jagiellońska – R. XXX-lecia – Jagiellońska – R. Fordońskie – Fordońska – Bydgoszcz Wschód
- 2 – Bielawy – Chodkiewicza – Al. 1 Maja – Jagiellońska – R. XXX-lecia – Bernardyńska – R. Kujawskie – Babia Wieś – Marynarska – R. Toruńskie – Toruńska – Spokojna – Bełzy – Al. Ludowego Wojska Polskiego – R. 1 Armii W.P. – Wyżyny
- 3 – Wilczak – Nakielska – R. Grunwaldzkie – Czerwonej Armii – Pl. Zjednoczenia – Jagiellońska – R. XXX-lecia – Jagiellońska – R. Fordońskie – Fordońska – Bydgoszcz Wschód
- 4 – Dworzec Bydgoszcz Główna – Dworcowa – Al. 1 Maja – Chodkiewicza – Bielawy
- 5 – Babia Wieś – R. Kujawskie – Bernardyńska – R. XXX-lecia – Jagiellońska – Pl. Zjednoczenia – Czerwonej Armii – R. Grunwaldzkie – Grunwaldzka – Wrocławska
- 6 – Łęgnowo – Hutnicza – Spadzista – Toruńska – R. Toruńskie – Marynarska – Babia Wieś – R. Kujawskie – Bernardyńska – R. XXX-lecia – Jagiellońska – Al. 1 Maja – Stadion Zawisza
- 7 – Glinki – Szpitalna – Bełzy – Spokojna – Toruńska – R. Toruńskie – Szeroka – R. Fordońskie – Fordońska – Bydgoszcz Wschód
- 8 – Dworzec Bydgoszcz Główna – Dworcowa – Al. 1 Maja – Jagiellońska – R. XXX-lecia – Jagiellońska – R. Fordońskie – Szeroka – R. Toruńskie – Toruńska – Spokojna – Bełzy – Al. Ludowego Wojska Polskiego – Osiedle Kapuściska
- 10 – Glinki – Szpitalna – Bełzy – Spokojna – Toruńska – R. Fordońskie – Jagiellońska – R. XXX-lecia – Jagiellońska – Al. 1 Maja – Stadion Zawisza[24]

### Zmiany nazw ulic
- Al. 1 Maja – Gdańska
- Pl. Zjednoczenia – Pl. Teatralny
- Czerwonej Armii – Marszałka Focha
- Gen. K. Świerczewskiego – Świętej Trójcy
- Jana Olszewskiego – Ks. A. Kordeckiego
- rondo Kujawskie – rondo Bernardyńskie
- Szeroka – Kardynała Wyszyńskiego
- Al. Ludowego Wojska Polskiego – Wojska Polskiego
- Marynarska – Nie istnieje
- rondo XXX-lecia – rondo Jagiellonów[25]

## Pętle

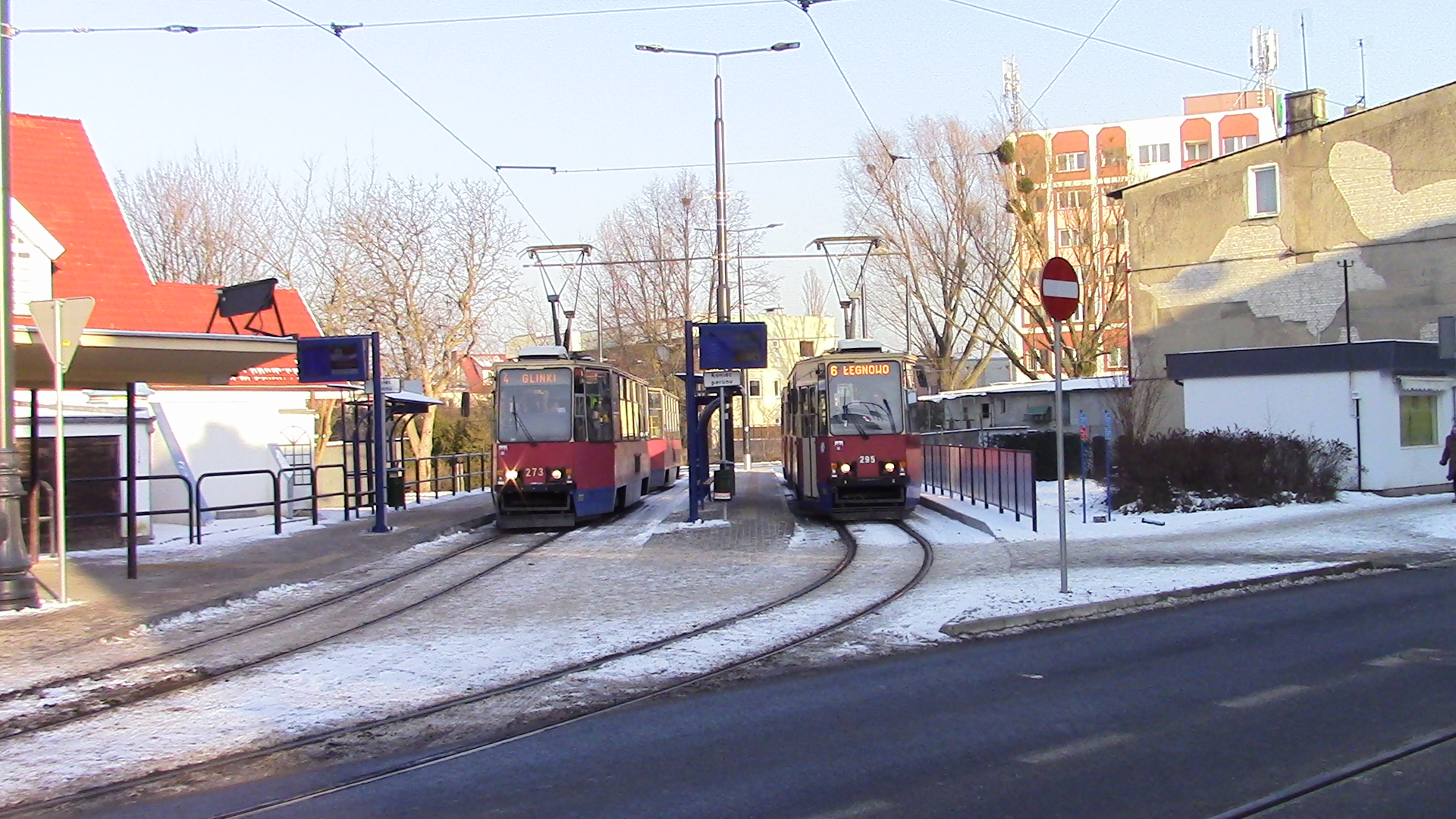
Pętla Bielawy

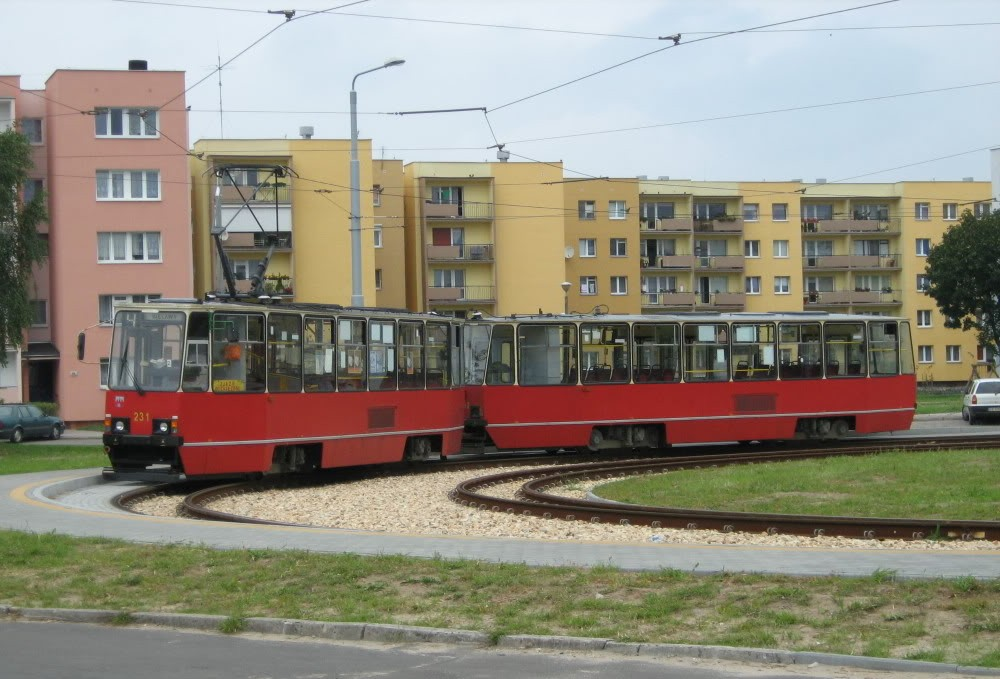
Pętla „Glinki” w Bydgoszczy

### Eksploatowane liniowo
| Lp. | Nazwa           | Schemat | Rok otwarcia | Liczba torów | Inna infrastruktura | Linie    |
| --- | --------------- | ------- | ------------ | ------------ | ------------------- | -------- |
| 1.  | Bielawy         |         | 1974         | 2            |                     | 4, 6, 11 |
| 2.  | Glinki          |         | 1953         | 2            |                     | 4, 9     |
| 3.  | Kapuściska      |         | 1953         | 3            |                     | 2,7,8    |
| 4.  | Las Gdański P+R |         | 1989         | 2            | Żeberko             | 1, 2, 10 |
| 5.  | Łęgnowo         |         | 1953         | 2            | Żeberko             | 6        |
| 6.  | Łoskoń          |         | 2016         | 2            |                     | 3, 5,7   |
| 7.  | Niepodległości  |         | 2016         | 2            |                     | 10,11    |
| 8.  | Rycerska        |         | 2012         | 2            |                     | 5, 8, 9  |
| 9.  | Wilczak         |         | 1950?        | 1            | Żeberko             | 1, 3     |

### Nieużywane liniowo
| Lp. | Nazwa                                | Schemat | Rok otwarcia | Rok zamknięcia | Liczba torów | Inna infrastruktura | Linie w dniu zamknięcia |
| --- | ------------------------------------ | ------- | ------------ | -------------- | ------------ | ------------------- | ----------------------- |
| 1.  | Babia Wieś                           |         | 1953         | 1991           | 3            |                     | 5                       |
| 2.  | Bałtycka                             |         | 1969         | 1971           | 2            |                     | 7                       |
| 3.  | Przylesie                            |         | [ b ]        | [ b ]          | 3            |                     | n/a                     |
| 4.  | Stomil                               |         | 1962?        |                | 1            |                     | 9                       |
| 5.  | Wyścigowa (dawniej Bydgoszcz Wschód) |         | 1969, 2016   |                | 3            | Bocznica            | 3, 7                    |
| 6.  | Wyżyny                               |         | 2020         | 2022           | 2            |                     | 11                      |

### Zlikwidowane
| Lp. | Nazwa                              | Rok otwarcia | Rok zlikwidowania | Liczba torów | Inna infrastruktura | Linie      |
| --- | ---------------------------------- | ------------ | ----------------- | ------------ | ------------------- | ---------- |
| 1.  | Dworzec PKP                        | 1966         | 1990              | 3            |                     | 1, 2, 4, 8 |
| 2.  | Rondo Kujawskie (dawniej Karpacka) | 1984         | 2019              | 1            |                     | 2, 9       |

## Węzły przesiadkowe

### Istniejące
| Zdjęcie | Nazwa                                                                   | Charakterystyka | Rok otwarcia | Komunikacja tramwajowa      | Komunikacja autobusowa                                           |
| ------- | ----------------------------------------------------------------------- | --- | ------------ | --------------------------- | ---------------------------------------------------------------- |
|         | Rondo Jagiellonów                                                       | Główny przesiadkowy węzeł tramwajowy w Bydgoszczy, o największym natężeniu ruchu w mieście. Przystanki są połączone tunelem podziemnym. | 1974         | 2, 3, 4, 5, 6, 8, 9, 10, 11 | 31N, 32N, 33N, 34N, 35N, 36N, 51, 52, 55, 58, 59, 60, 61, 64, 99 |
|         | Szarych Szeregów                                                        | W tym miejscu następuje rozwidlenie linii tramwajowych na osiedla tzw. Górnego Tarasu. Od strony północnej, i zachodniej funkcjonują trzy perony, zaś od strony południowej dwa perony. Przed przebudową w 2019 było ich cztery, lecz tylko od północy.                                                                                     | 1974         | 2, 4, 7, 8, 9, 11           | 31N, 53                                                          |
|         | Wojska Polskiego/ Boya- Żeleńskiego (Dawniej -Wojska Polskiego/ Kładka) | Węzeł przesiadkowy autobusowo-tramwajowy na osiedlu Wyżyny. Przystanki były połączone kładką przebiegającą nad torowiskiem i aleją Wojska Polskiego. Obecnie to jest typowy przystanek tramwajowy. | 1974         | 2, 9, 11                    | 31N, 53, 56, 68                                                  |
|         | Dworzec Główny                                                          | Przystanki tramwajowe i autobusowe są połączone tunelem podziemnym wraz z kolejowym dworcem głównym. Do 1990 znajdowała się tu pętla tramwajowa, na wschód od obecnych przystanków tramwajowych. | 2012 (1966)  | 5, 8, 9                     | 31N, 33N, 54, 57, 67, 71, 77, 79, 80                             |
|         | Bydgoszcz Wschód                                                        | Węzeł przesiadkowy integruje sieć tramwajową z koleją w ramach projektu BiT-City. Przy okazji budowy linii tramwajowej do dzielnicy Fordon zmieniono lokalizację stacji kolejowej Bydgoszcz Wschód tak, by znalazła się dokładnie pod biegnącą nad nią estakadą nową trasą tramwajową. Przystanki są zasłonięte przez szklano-stalową tubę. | 2016         | 3, 5, 7, 10, 11             | 31N, 32N, 33N, 64, 65, 69, 73, 74, 83, 89                        |
|         | Bajka                                                                   | Węzeł przesiadkowy autobusowo-tramwajowy na osiedlu Bajka. Przy budowie węzła wykorzystano istniejący wcześniej wiadukt nad ulicą Andersa i dodano doń schody oraz windy. | 2016         | 3, 5, 7, 10, 11             | 31N, 74, 81, 82                                                  |